# Malaxis monophyllos
Espèce
La Malaxis à une feuille (Malaxis monophyllos) est une espèce de plantes grêle de la famille des Orchidées,, présente dans une grande partie de l'Europe, et de l'Asie, ainsi que dans le sud du Canada,.

## Description

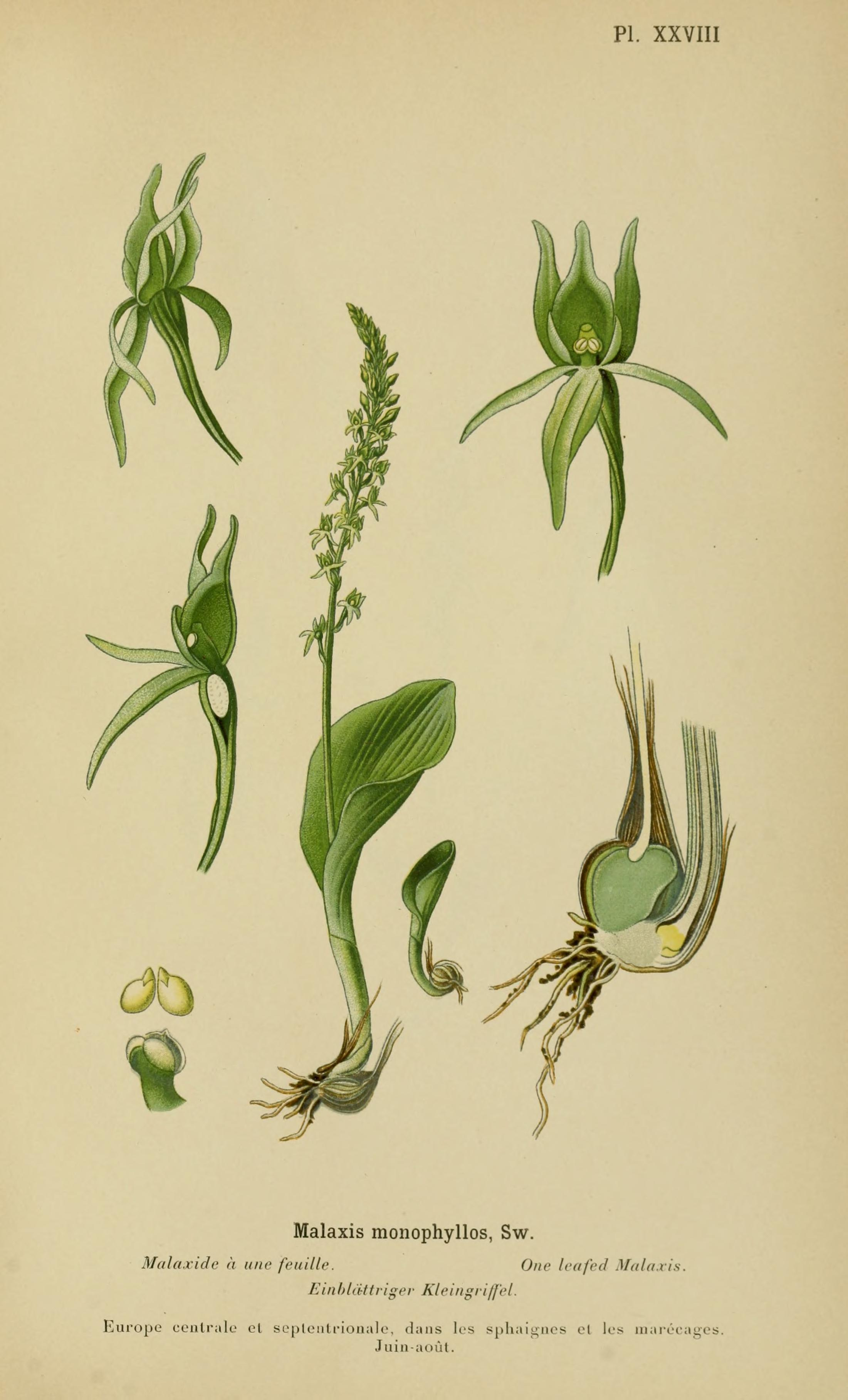
Illustration botanique de Malaxis monophyllos.

## Taxonomie

### Synonymes
Selon Plants of the World online (POWO) (15 novembre 2020) :
- Achroanthes monophyllos (L.) Greene
- Epipactis monophylla (L.) F.W.Schmidt
- Microstylis monophyllos (L.) Lindl.
- Ophrys monophyllos L.

### Taxons infraspécifiques
Selon Plants of the World online (POWO) (15 novembre 2020) :

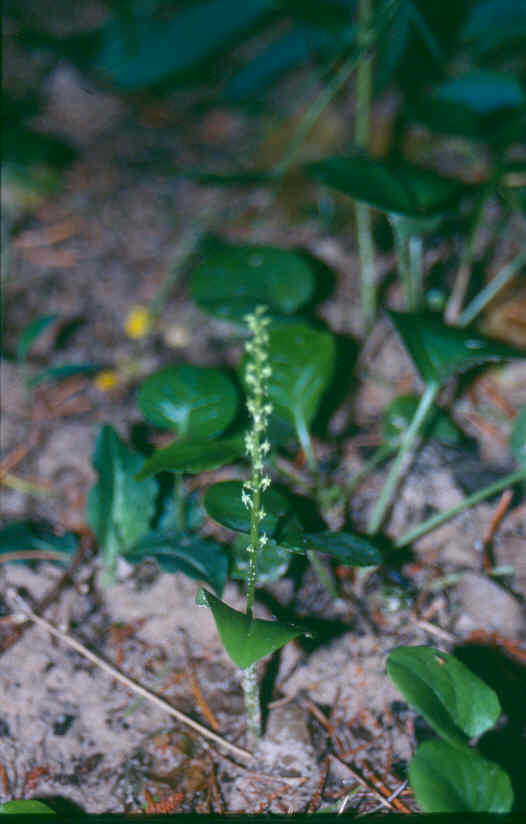
Malaxis monophyllos var. brachypoda.

- Malaxis monophyllos var. brachypoda (A.Gray) P.Morris & Eames
- Malaxis monophyllos var. monophyllos
- Malaxis monophyllos var. obtusa Tsukaya & H.Okada